# Luxeed S7

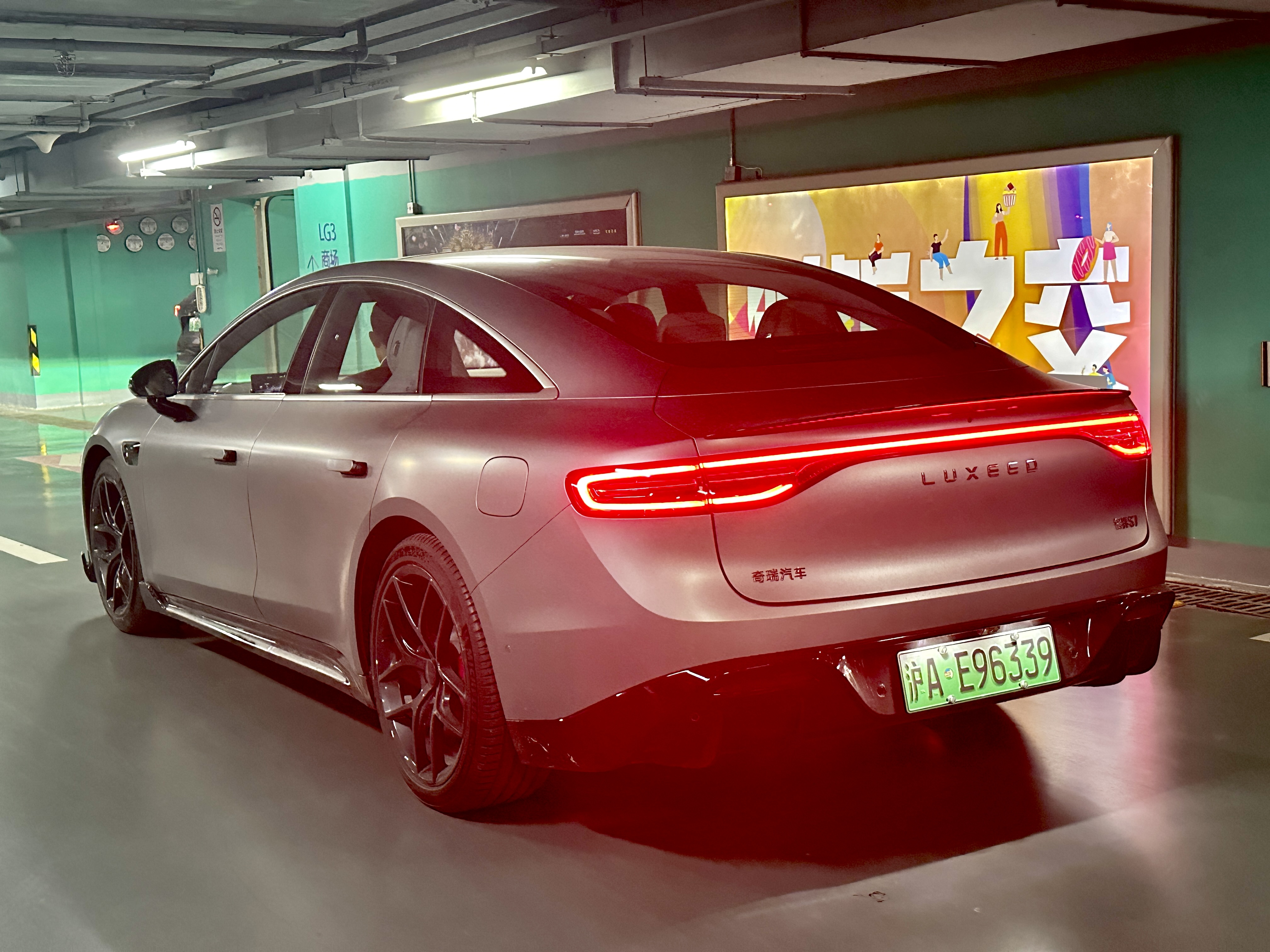
Вид сзади

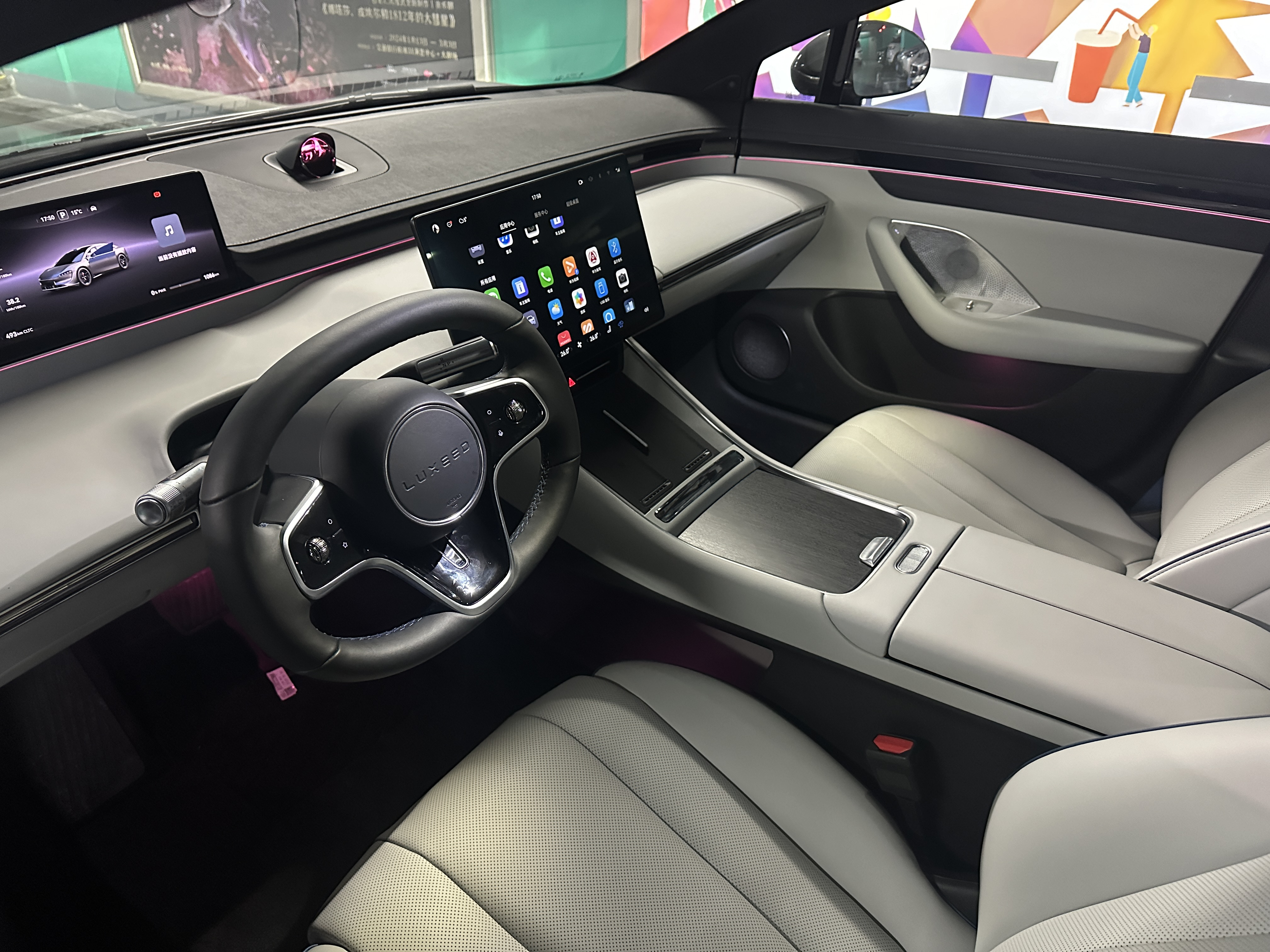
Интерьер

Luxeed S7 — полноразмерный электромобиль, выпускаемый подразделением Luxeed компании Chery Automobile с 2023 года.

## Описание
Первые прототипы Luxeed S7 были представлены в июле 2023 года. В августе сообщалось, что компания Huawei создаёт вторую дочернюю компанию под названием Luxeed (первая — AITO).
S7 стал первой моделью подразделения Luxeed. Партнёром по разработке автомобиля стал китайский концерн Chery, который отвечал за поставки комплектующих. В то же время Luxeed S7 начал выпускаться на платформе E0X.
С точки зрения дизайна Luxeed S7 отличался тонким силуэтом с пологой арочной линией крыши, а также относительно короткими передней и задней подвеской. Такие пропорции позволили получить лучший в своём классе коэффициент лобового сопротивления 0,203 Кд. Конкурентом стал Tesla Model S. Передние и задние огни были украшены круглыми фарами, соединёнными световой полосой. «Смягчение» обеспечивалось за счёт выдвижных дверных ручек и застеклённой крыши.
Пассажирский салон выполнен в «авангардном» стиле: с овальным рулевым колесом и поднятым вверх экраном цифровых часов. Диагональ центральной консоли 12,3 дюйма. Компания Huawei поставляет мультимедийную систему HarmonyOS и полуавтономную систему вождения ADS 2.0, которая поддерживается лидаром у края лобового стекла и боковыми камерами, сканирующими окружающую среду.

## Продажи
Luxeed S7 создан для внутреннего рынка Китая. Продажи начались в ноябре 2023 года, что вызвало большой интерес у китайских покупателей. За три недели было сделано 20 тысяч заказов автомобилей.

## Технические характеристики
Luxeed S7 является полностью электрическим автомобилем, который продаётся с задним или полным приводом. Мощность переднего электродвигателя 292 л. с., а заднего — 496 л. с. Аккумуляторы поставляются компанией CATL. Ёмкость первого аккумулятора составляет 62 кВт⋅ч с запасом хода 550 км по циклу CLTC, второго — 82 кВт⋅ч с запасом хода 705 км (RWD) и 630 (AWD), а третьего — 100 кВт⋅ч с запасом хода 855 км.